# Arrondissement de Loches
Pour les articles homonymes, voir Loches (homonymie).
L'arrondissement de Loches est une division administrative française, située dans le département d'Indre-et-Loire et la région Centre-Val de Loire.

## Géographie

### Composition
Au 1er janvier 2017, l'arrondissement de Loches est redessiné. Il couvre le territoire des communautés de communes du  Castelrenaudais, du Val d'Amboise, de Bléré Val de Cher et Loches Sud Touraine.

### Découpage communal depuis 2015
Depuis 2015, le nombre de communes des arrondissements varie chaque année soit du fait du redécoupage cantonal de 2014 qui a conduit à l'ajustement de périmètres de certains arrondissements, soit à la suite de la création de communes nouvelles. Le nombre de communes de l'arrondissement de Loches est ainsi de 67 en 2015, 67 en 2016, 113 en 2017 et 112 en 2019.
Au 1er janvier 2024, l'arrondissement groupe les 112 communes suivantes :
1. Abilly
2. Amboise
3. Athée-sur-Cher
4. Autrèche
5. Auzouer-en-Touraine
6. Azay-sur-Indre
7. Barrou
8. Beaulieu-lès-Loches
9. Beaumont-Village
10. Betz-le-Château
11. Bléré
12. Bossay-sur-Claise
13. Bossée
14. Le Boulay
15. Bournan
16. Boussay
17. Bridoré
18. Cangey
19. La Celle-Guenand
20. La Celle-Saint-Avant
21. Céré-la-Ronde
22. Chambon
23. Chambourg-sur-Indre
24. Chanceaux-près-Loches
25. La Chapelle-Blanche-Saint-Martin
26. Chargé
27. Charnizay
28. Château-Renault
29. Chaumussay
30. Chédigny
31. Chemillé-sur-Indrois
32. Chenonceaux
33. Chisseaux
34. Cigogné
35. Ciran
36. Civray-de-Touraine
37. Civray-sur-Esves
38. Cormery
39. Courçay
40. La Croix-en-Touraine
41. Crotelles
42. Cussay
43. Dame-Marie-les-Bois
44. Descartes
45. Dierre
46. Dolus-le-Sec
47. Draché
48. Épeigné-les-Bois
49. Esves-le-Moutier
50. La Ferrière
51. Ferrière-Larçon
52. Ferrière-sur-Beaulieu
53. Francueil
54. Genillé
55. Le Grand-Pressigny
56. La Guerche
57. Les Hermites
58. Le Liège
59. Ligueil
60. Limeray
61. Loches
62. Loché-sur-Indrois
63. Louans
64. Le Louroux
65. Lussault-sur-Loire
66. Luzillé
67. Manthelan
68. Marcé-sur-Esves
69. Monthodon
70. Montrésor
71. Montreuil-en-Touraine
72. Morand
73. Mosnes
74. Mouzay
75. Nazelles-Négron
76. Neuillé-le-Lierre
77. Neuilly-le-Brignon
78. Neuville-sur-Brenne
79. Noizay
80. Nouans-les-Fontaines
81. Nouzilly
82. Orbigny
83. Paulmy
84. Perrusson
85. Le Petit-Pressigny
86. Pocé-sur-Cisse
87. Preuilly-sur-Claise
88. Reignac-sur-Indre
89. Saint-Flovier
90. Saint-Hippolyte
91. Saint-Jean-Saint-Germain
92. Saint-Laurent-en-Gâtines
93. Saint-Martin-le-Beau
94. Saint-Nicolas-des-Motets
95. Saint-Ouen-les-Vignes
96. Saint-Quentin-sur-Indrois
97. Saint-Règle
98. Saint-Senoch
99. Saunay
100. Sennevières
101. Sepmes
102. Souvigny-de-Touraine
103. Sublaines
104. Tauxigny-Saint-Bauld
105. Tournon-Saint-Pierre
106. Varennes
107. Verneuil-sur-Indre
108. Villedômain
109. Villedômer
110. Villeloin-Coulangé
111. Vou
112. Yzeures-sur-Creuse

## Démographie

### Évolution démographique
En 2022, l'arrondissement comptait 117 350 habitants.
| 1968   | 1975   | 1982   | 1990   | 1999   | 2006   | 2011    | 2016    | 2021    |
| ------ | ------ | ------ | ------ | ------ | ------ | ------- | ------- | ------- |
| 54 304 | 50 826 | 49 585 | 48 996 | 48 773 | 49 656 | 456 566 | 118 282 | 116 590 |

| 2022    | - | - | - | - | - | - | - | - |
| ------- | - | - | - | - | - | - | - | - |
| 117 350 | - | - | - | - | - | - | - | - |

### Pyramide des âges
| Hommes | Classe d’âge | Femmes |
| ------ | ------------ | ------ |
| 0,7    | 90 ans ou +  | 1,8    |
| 9,9    | 75 à 89 ans  | 12,9   |
| 16,7   | 60 à 74 ans  | 17,3   |
| 21,9   | 45 à 59 ans  | 20,8   |
| 19,2   | 30 à 44 ans  | 18,4   |
| 14,1   | 15 à 29 ans  | 13     |
| 17,6   | 0 à 14 ans   | 15,8   |

| Hommes | Classe d’âge | Femmes |
| ------ | ------------ | ------ |
| 0,5    | 90 ans ou +  | 1,4    |
| 6,8    | 75 à 89 ans  | 9,8    |
| 13,1   | 60 à 74 ans  | 13,9   |
| 20,7   | 45 à 59 ans  | 20,1   |
| 20,4   | 30 à 44 ans  | 19,3   |
| 19,6   | 15 à 29 ans  | 19,1   |
| 18,8   | 0 à 14 ans   | 16,4   |

## Représentation
| Période         | Période         | Identité                                                       | Fonction précédente                                                                                             | Observation                                                                          |
| --------------- | --------------- | -------------------------------------------------------------- | --- | ------------------------------------------------------------------------------------ |
| 1800            |                 | Louis Charles Étienne Lemaistre                                | |                                                                                      |
| avril 1815      |                 | Jean-Louis Chalmel                                             | |                                                                                      |
|                 |                 | Louis Charles Étienne Lemaistre                                | |                                                                                      |
| 1824            |                 | Charles Alexis Lepère                                          | |                                                                                      |
| 1830            |                 | Marie-Louis-Alphonse L'Homme de La Pinsonnière de Freulleville | |                                                                                      |
| 1837            |                 | Eugène Larue                                                   | |                                                                                      |
| 1840            |                 | Louis Marie Anne Laporte                                       | |                                                                                      |
| 1841            |                 | baron Jean Normand                                             | |                                                                                      |
| 1848            |                 | Edmond Delaporte                                               | |                                                                                      |
| 1861            |                 | comte Henri de Beaupoil de Saint-Aulaire                       | |                                                                                      |
| 1866            |                 | Pierre Henri Paillart                                          | |                                                                                      |
| 1870            |                 | Ennemond Fuzier-Hermann                                        | |                                                                                      |
|                 |                 | Pierre Henri Paillart                                          | |                                                                                      |
| 1870            |                 | Aristide Pierre Hercule Nioche                                 | |                                                                                      |
| 1871            |                 | Pierre Paul Auguste Pradelle                                   | |                                                                                      |
| 1872            |                 | Gustave Hippolyte Delacroix-Marsy                              | |                                                                                      |
| 1873            |                 | Raoul de Lauris                                                | |                                                                                      |
| 1876            |                 | Henri de Malherbe                                              | |                                                                                      |
| 1877            |                 | Georges Alexandre Leverdays                                    | |                                                                                      |
| 1877            |                 | Louis Pépin                                                    | |                                                                                      |
| 1883            |                 | Pierre Arribat                                                 | |                                                                                      |
| 1893            |                 | Maurice Montigny                                               | |                                                                                      |
| 1898            |                 | Henri Charmes                                                  | |                                                                                      |
| 1905            |                 | Jean Paul Arthur de Lord                                       | |                                                                                      |
| 1912            |                 | Émile Emmanuel Roussel                                         | |                                                                                      |
| 1914            |                 | Henri Mardelle                                                 | |                                                                                      |
|                 |                 | Marcel Antoine Lemoine                                         | |                                                                                      |
| 1919            |                 | Jules Henri Anastase Petitjean                                 | |                                                                                      |
| 1924            |                 | Jean Marie Joseph Chaigneau                                    | |                                                                                      |
| 1926            |                 | François Bouvier                                               | |                                                                                      |
| …               | …               |                                                                | |                                                                                      |
| 22 octobre 2002 | 13 octobre 2004 | Jackie Leroux-Heurtaux                                         | chef du bureau au ministère de la défense                                                                       | administrateur civil                                                                 |
| 31 mars 2005    | 4 juin 2008     | Caroline Gadou                                                 | chef de la mission de l'indemnisation du chômage au ministère de l'emploi, du travail et de la cohésion sociale | administratrice civile                                                               |
| 7 janvier 2009  | 27 janvier 2011 | Jean-Fabrice Sauton                                            | conseiller au tribunal administratif de Marseille                                                               | premier conseiller des tribunaux administratifs et des cours administratives d'appel |